# Schmelz
Schmelz es un municipio situado en el distrito de Saarlouis, en el estado federal de Sarre.

## Geografía
Schmelz está situada al norte en los montes de Sarre (a 200 - 430 metros sobre el nivel del mar), bañada por el río Prims, es el municipio más poblado del norte de Sarre (ca. 17.500 habitantes)

### Estructura municipal
El municipio de Schmelz existe desde el 1 de abril de 1937.
La población se divide en Schmelz (Außen y Bettingen con Goldbach) Hüttersdorf (con Buprich), Limbach, Michelbach, Primsweiler und Dorf im Bohnental.

## Política

### Alcaldía
- Hasta 1991: Konrad Steffen, CDU
- Desde 1991: Armin Emanuel, SPD

## Concejo municipal
El concejo municipal con 33 escaños se compone desde las elecciones municipales del 7 de junio de 2009 de:
- CDU: 42,2 % – 14 Sitze
- SPD: 37,3 % – 13 Sitze
- Die Linke 7,1 % – 2 Sitze
- FW 6,9 % – 2 Sitze
- Los Verdes 3,4 % – 1 Sitz
- FDP 3,2 % – 1 Sitz

### Escudo
El escudo de armas de municipio de Schmelz tiene el siguiente blasón: 

En campo de plata una cruz de gules con un escusón en el centro también de plata con un horno de fusión de sable mazonado de plata con una endidura sangrante sumado de una llama de gules y terrazado de sínople

### Hermanamientos
- Mitry-Mory, Francia (desde 1972)
- Astfeld, Tirol Sur (desde finales de 1971)

## Economía e infraestructura

### Tráfico
Por el municipio de Schmelz pasa carretera federal 268 que comunica, la capital de Sarre (Saarbrücken) con Renania-Palatinado y Tréveris. Gracias a esto en los últimos años se han realizado amplios trabajos de comunicación de carreteras, en los que Schmelz se ha 
convertido en uno de los núcleos de carreteras más importantes. Además se ha fundado la gran comunidad del cercanías con el Saar-Pfalz-Bus que comunica todas las grandes ciudades de los alrededores.

### Centros de enseñanza
El municipio cuenta con cinco centros de Educación preescolar (Kindergärten), cuatro  de educación primaria, uno de educación secundaria, una escuela de educación católica para adultos, una escuela de música y una escuela de arte.

## Cultura y monumentos

Monumentos
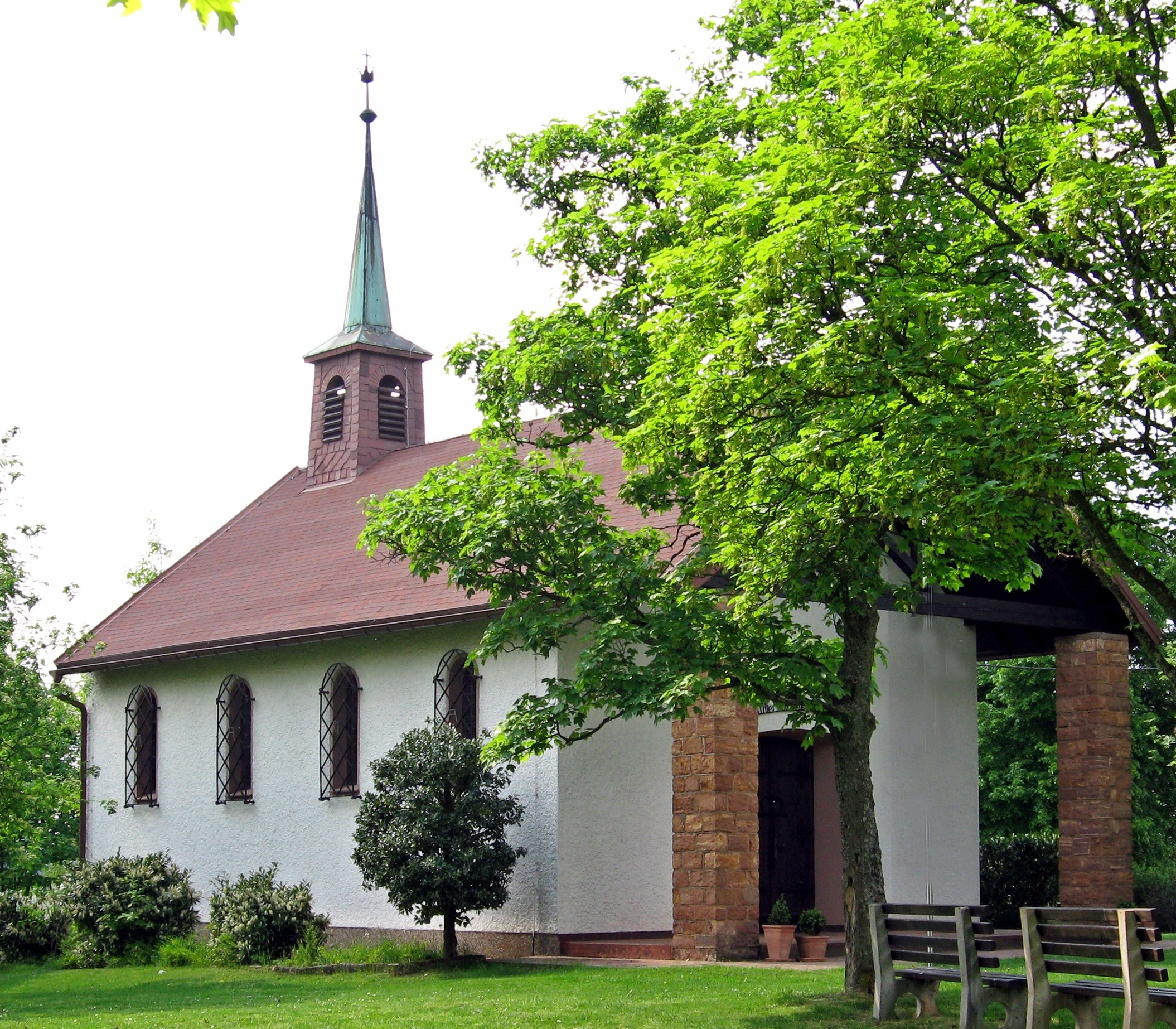
Capilla de Marienfried
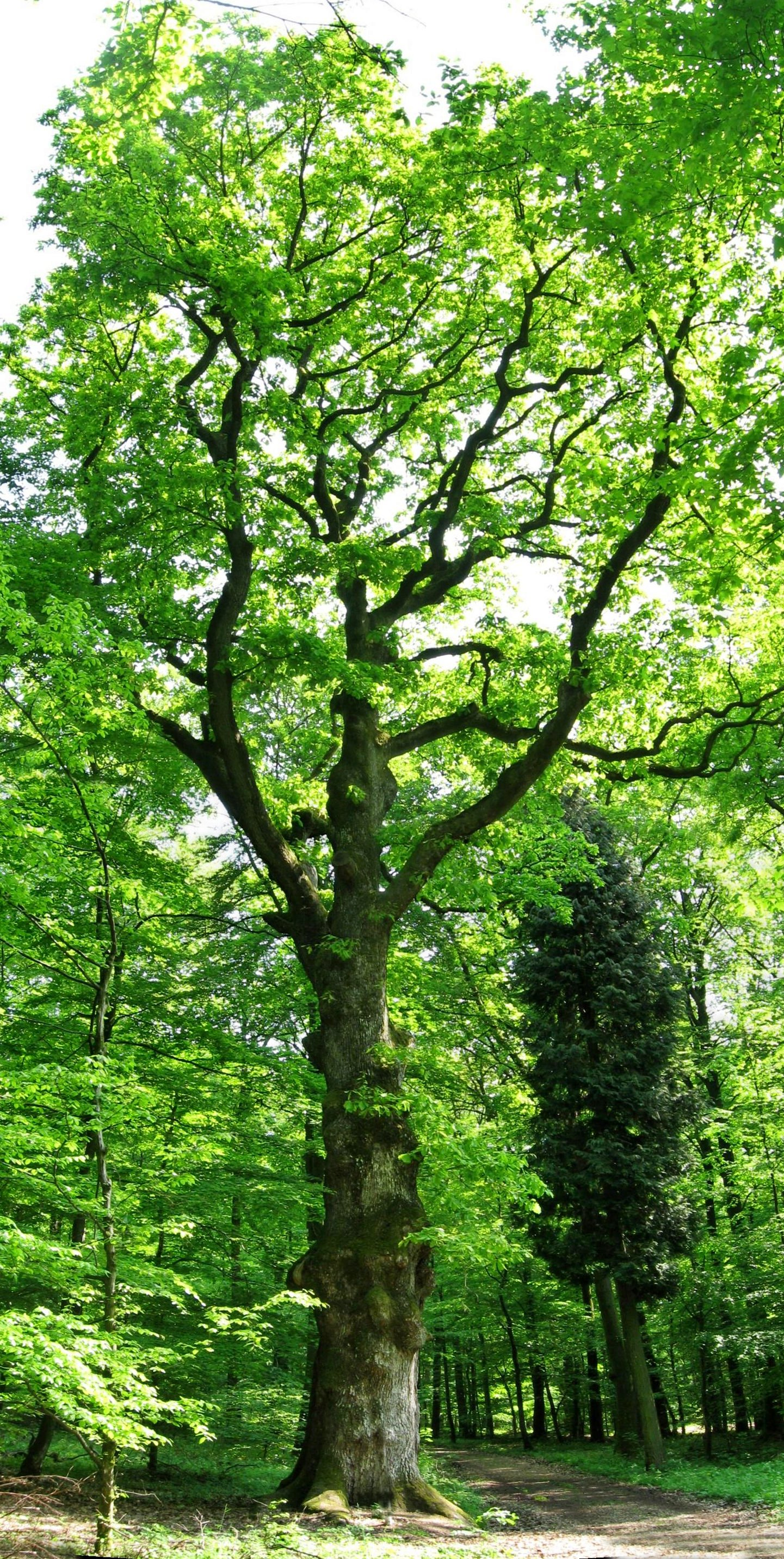
Robledal
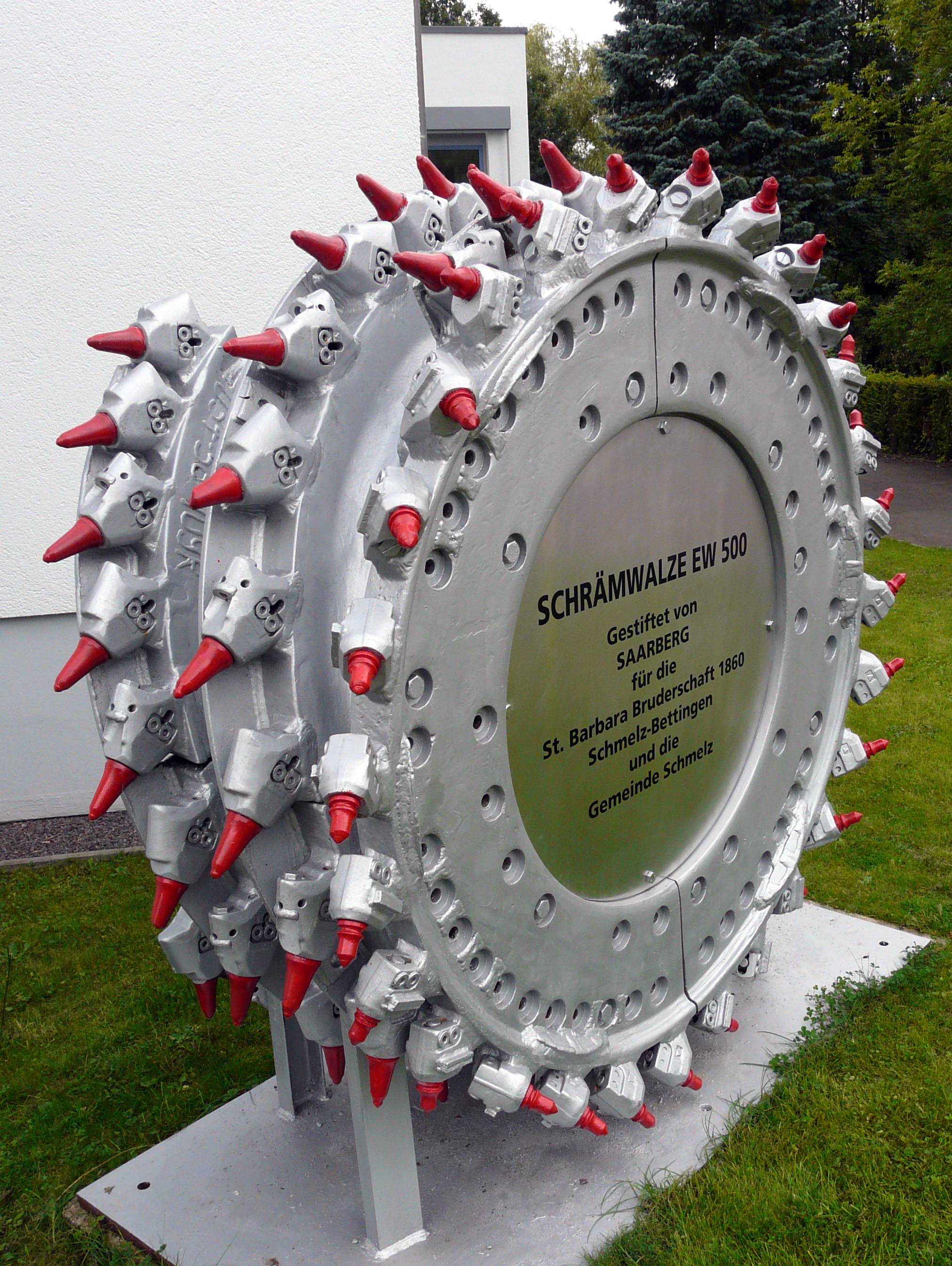
Monumento al rodillo de rozamiento
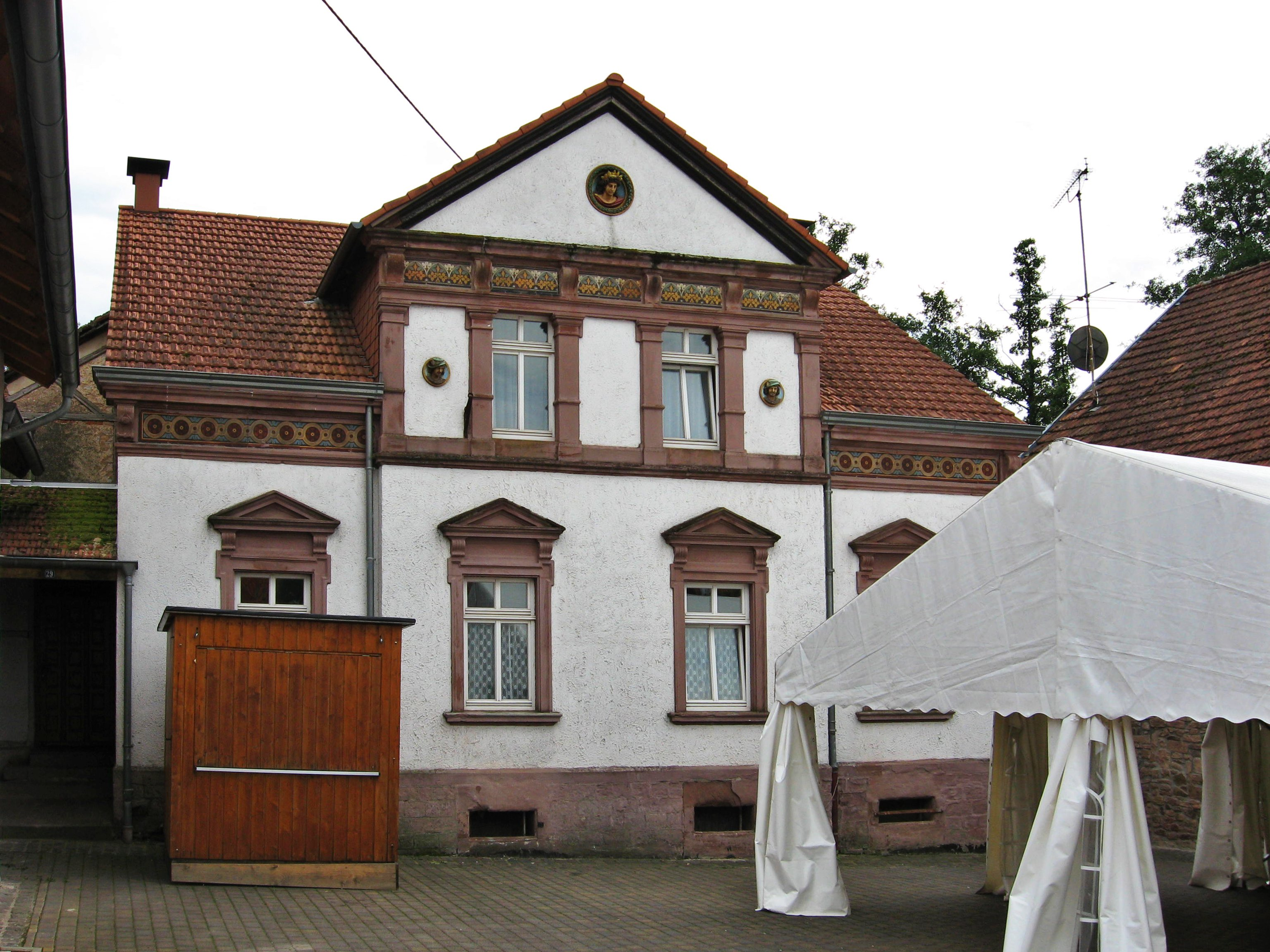
Molino de Bettinger

- El monumento cultural al "Molino de Bettingen" es un conjunto de molinos con molino, vivienda, taller, granero y horno, es la asociación y el centro cultural de "Los molinos de Bettingen" la que se ocupa del mantenimiento de los mismos.

- En la Colina de los Molinos de Bettingen se encuentran restos de la torre del castillo de la Edad Media.

- El Campanario, la torre del coro de una antigua y posiblemente iglesia romana del siglo XII, fue restaurado y se utiliza solamente con fines religiosos (Lugar: Schmelz, calle Robert-Kock).

- Das Naturdenkmal Dicke Eiche ist eine ca. 380 Jahre alte Eiche im Großen Horst. Der Baum ist ein Relikt der Mittelwaldwirtschaft, die bis ca. 1850 betrieben wurde.

- La  Iglesia antigua en Limbach[2] consta de cuatro construcciones de diferentes épocas. La más antigua de estas cuatro es la torre perteneciente al románico tardío. Junto con una torre similar en el municipio de Siersburg, no existe en todo Saarlouis una construcción parecida. El libro "Monumentos culturales de los distritos de Saalouis y Ottweiler" la data del siglo XIII. ´La ventana gótica data del siglo XV, al igual que la ampliación de la bóveda. En el tabique interior hay restos de antiguas ilustraciones sobre El Martirio de San Sebastián. Tanto la iglesia como la torre sobrevivieron a la Guerra de los Treinta Años. El coro de la torre fue construido seguramente antes de dicha guerra.

- El Birg en Limbach es un muro celta que se encuentra en un alto donde hay un gran nido de aves.[3]

- La Capilla de Hüttersdorfer  (Kapellenweg)

- La Capilla Marienfied (Renges) fue construida en 1949 en homenaje a los heridos en un ataque aéreo a un tren de pasajeros.

## Clima

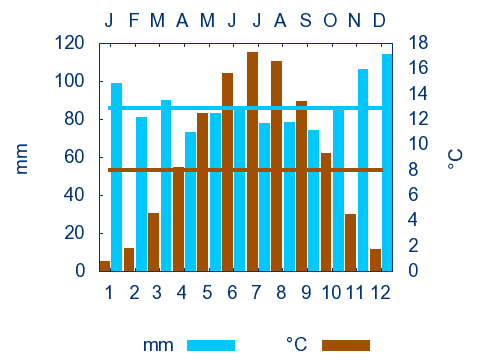
Climograma de Hüttersdorf

Las precipitaciones se elevan a 1048 mm, permanecen así una tercera parte por encima de la media marcada por el Servicio Meteorológico Alemán. El mes más seco es abril y cuando más llueve es en diciembre. El mes con más precipitaciones cae 1,6 veces más lluvia que en el mes más seco. Las estaciones lluviosas están por encima de la media. Las precipitaciones oscilan en todos los pueblos un 67% menos.

## Personalidades
- Karl Baus (1904–1994), historiador religioso católico y Patrólogo
- Roland Merten (* 1960), pedagogo y Secretario de Estado en el Ministerio de Formación, Economía y Cultura de Turingia.
- Herman Rarebell (* 1949), antiguo batería de Scorpions, nacido en Hüttersdorf-Buprich
- Erwin Sinnwell (* 1929), antiguo Ministro de Economía y Agricultura de Sarre en el Gabinete Röder V.